# Большой Ситкин
Большо́й Си́ткин (англ. Great Sitkin Island, алеут. Sitх̑naх̑, Ситҳнаҳ) — один из Андреяновских островов, которые входят в состав Алеутских островов.

## География
Составляет около 18 км в длину и 16,9 км в ширину. Площадь — 160 км². На севере острова находится вулкан Большой Ситкин (высота — 1740 м). Остров лежит немного севернее группы мелких островов, расположенных между островами Адак и Атка.

## История
Остров описан под названием Четьхина у Г.И. Шелихова в его «Путешествии г. Шелехова с 1783 по 1790 год из Охотска по Восточному Океану к Американским берегам...»:

Четьхина лежит в 40 верстах от Канаги в Восточную сторону, и в окружности имеет около 80 верст. На нем есть многие каменистые горы, и коих примечания достойною почитается так называемая Белая Сопка. На низменных местах находятся так же горячие ключи; однако изобильных рыбою текущих вод совсем нет. На сем острове живут только четыре семьи.

Там же остров локализуется относительно другого соседнего острова под названием Тагалак:

Тагалак имеет в окружности 40 верст, и лежит в 10 верстах к Востоку от Четь Хина.

В 1867 году территория перешла в состав Северо-Американских Соединённых Штатов в результате сделки с Российской империей. Ныне входят в состав штата Аляска, образованного с 1959 года.